# Film Comment
Film Comment — специализированный американский журнал о кино, издаётся с 1962 года. Первые десять лет выходил ежеквартально.  С 1972 года выпускается дважды в месяц Линкольн-центром в Нью-Йорке. В известной степени представляет собой аналог французского Cahiers du cinéma и британского «Sight & Sound».
Журнал известен подробными «высоколобыми» разборами американских и зарубежных фильмов, преимущественно артхаусных. Собственного штата рецензентов не имеет; здесь печатаются кинокритики практически всех авторитетных американских изданий. В 1970-82 гг. главным редактором выступал Ричард Корлисс.
В журнале публиковали свои статьи не только маститые киноведы, но и мастера авторского кино — Ингмар Бергман, Вуди Аллен, Мартин Скорсезе, Стивен Спилберг, Квентин Тарантино.